# 인명

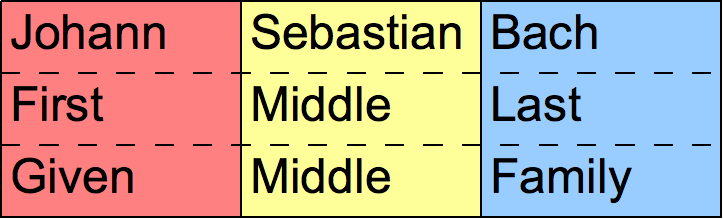
요한 제바스티안 바흐의 이름을 예로 들 수 있다. 이것은 다른 것들 중에서도 앵글로스피어에 전형적인 구조를 보여준다. 다른 문화들은 전체 이름을 위해 다른 구조를 사용한다.

인명(人名, 영어: Anthroponym)은 사람의 이름으로,  성(姓)을 포함한 사람에 대한 호칭이다.
복수국적의 경우 국적의 개수에 따라 다른 본명을 가질 수 있고, 이 때 부모의 다른 성씨로 인해 성씨도 다를 수 있다. 이러한 본명은 태어날 때 부모님이 지어준 이름을 그대로 쓰는 경우가 일반적이지만, 이후 모종의 사유에 의해 자신의 이름을 바꾸는 사람도 있어 이러한 기준은 명확하지 않지만 그 사람의 이름을 바꾸는 것을 개명(改名)이라고 한다.
서양 문화에서는 거의 모든 개인이 성과 함께 하나 이상의 이름을 가지고 있다. 예를 들어, 제임스 스미스(James Smith)라는 이름에서 제임스(James)는 이름이고 스미스(Smith)는 성이다. 서양의 성은 일반적으로 개인이 가족, 부족 또는 씨족에 속해 있음을 나타내지만, 정확한 관계는 다양하다. 출생 시 성씨가 부여될 수도 있고, 입양 시 성씨가 변경될 수도 있으며, 결혼 시 성씨가 변경될 수도 있다. 두 개 이상의 이름이 있는 경우 일반적으로 하나만(영어권 문화권에서는 first name)만 일반 대화에 사용된다.
주로 아랍 문화와 아프리카 및 아시아의 다른 지역에서 사용되는 또 다른 명명 규칙은 사람의 이름을 그 사람의 아버지 이름으로 시작하여 그 다음에는 아버지의 아버지 등의 일련의 이름과 연결하는 것이다. 성(부족 또는 씨족 이름)으로 끝난다. 그러나 개인의 법적 성명에는 일반적으로 처음 세 개의 이름(이름, 아버지 이름, 아버지의 아버지 이름)이 포함되고 끝에 성이 포함되어 정부 발급 신분증의 이름을 제한한다. 남자 이름과 여자 이름은 동일한 규칙을 사용하여 구성되며, 결혼한 경우에도 이름이 변경되지 않는다.
서양 문화를 포함한 일부 문화권에서는 부칭이나 부칭을 추가한다. 비슷한 개념이 동양 문화에도 존재한다. 그러나 세계의 일부 지역에서는 많은 사람들이 하나의 이름으로 알려져 있으므로 단일명이라고 한다. 여전히 다른 문화권에는 개인이나 집단으로 사람을 지정하는 구체적이고 고정된 이름이라는 개념이 부족하다. 아마존의 마치구엔가(Machiguenga)와 같은 특정 고립된 부족은 개인 이름을 사용하지 않는다.
개인의 이름은 일반적으로 법적 이름이다. 그러나 일부 사람들은 법적 이름의 일부, 직위, 별명, 가명 또는 법적 이름과 다른 기타 선택한 이름만 사용하고 법적 및 행정적 목적을 위해 법적 이름을 보유한다.
사람들이 이름을 갖는 것은 거의 보편적이다. 유엔아동권리협약은 아동은 태어날 때부터 이름을 가질 권리가 있다고 선언하고 있다.

## 봉건 이름
유럽의 왕족, 귀족, 젠트리는 전통적으로 자신이 소유한 땅에 대한 문구를 포함하여 많은 이름을 가지고 있다. 프랑스인들은 사람을 지칭하는 용어를 소문자로 표기하는 방법을 개발했다. 아래에서 볼 수 있듯이 동아시아의 이름으로 옮겨진 것은 바로 이러한 습관이다. 예를 들어 마르키스 드 라파예트(Marquis de Lafayette)로 알려진 마리-조셉-폴-이브-로크 길베르 뒤 모티에(Marie-Joseph-Paul-Yves-Roch Gilbert du Motier)의 경우이다.
원래 지명은 토지 자체보다는 그 땅을 소유한 사람을 지칭하기 위해 사용되었다. 개발 과정에서 영국 해군에서 선박의 원래 이름은 선장을 의미하는 반면 선박을 언급하는 관사가 있는 이름을 의미했다.

## 명명 규칙
개인 명명 체계 또는 인칭 체계는 특정 사회에서 개인 이름의 선택을 설명하는 체계이다. 개인 이름은 이름, 성, 부칭과 같은 하나 이상의 부분으로 구성된다. 개인 명명 시스템은 인류학 분야에서 연구된다.
현대 서구 사회(상황에 따라 아이슬란드, 헝가리, 때로는 플랑드르 제외)에서 가장 일반적인 명명 규칙은 사람이 일반적으로 성별에 따른 이름을 가져야 하고 그 뒤에 부모의 성이 따라야 한다는 것이다. 정의론적 용어에서 남성의 이름은 andronym이라고 부르고, 여성의 이름은 gynonym이라고 한다.
일부 이름은 맞춤형이지만 대부분은 같은 문화권의 이전 세대에서 반복된다. 많은 것들이 신화에서 유래되었으며, 그 중 일부는 여러 언어 영역에 걸쳐 있다. 이로 인해 다양한 언어(예: George, Georg, Jorge)의 관련 이름이 생겨났고, 이는 번역되거나 불변의 고유 명사로 유지될 수 있다.
초기에 스칸디나비아 국가에서는 사람들이 "누구의 아들/딸"이라고 효과적으로 부르는 부칭을 따랐다. 이는 현재 아이슬란드에서만 해당되며 최근 페로 제도에서 옵션으로 다시 도입되었다. 핀란드에서는 아이슬란드 민족명칭을 사용하는 사람들이 이름법에 구체적으로 이름이 기재되어 있기 때문에 법적으로 가능하다. 이 이름을 가진 사람들이 다른 문화의 표준으로 전환할 때 이 문구는 종종 한 단어로 압축되어 Jacobsen(Jacob의 아들)과 같은 성을 생성한다.

## 같이 보기
- 한국의 성씨와 이름
- 중국인의 성명
- 몽골 이름
- 베트남의 성씨
- 일본인의 성명
- 오키나와의 이름
- 미얀마 이름
- 그리스인의 성명
- 헝가리 이름
- 러시아인의 성명
- 스페인의 성씨
- 이탈리아인의 성명
- 고대 로마인의 성명
- 창씨개명
- 세례명